# Михайлов, Константин Иванович
Константин Иванович Михайлов (1838—1918) — генерал по адмиралтейству, исследователь Каспийского, Чёрного и Балтийского морей.

## Происхождение
Родился в Петербурге в семье мелкого чиновника Министерства государственных имуществ.

## Биография
- В 1847 году, в возрасте 9 лет Михайлов был отдан в Александровский кадетский корпус.
- В 1849 году переведен в Морской кадетский корпус.
- В 1856 году, будучи гардемарином, он участвовал в боевых действиях на Балтийском море против англо-французской эскадры.
- В 1857 году по окончании корпуса получил чин мичмана и был оставлен в Офицерском классе для продолжения образования.
- В 1860—1874 гг. Михайлов на разных должностях занимался гидрографическими работами на Каспийском море.
- В 1876—1884 гг. возглавлял экспедицию по съёмке северного берега Чёрного моря.
- С 1885 года он был прикомандирован к Главного Гидрографического Управления (ГГУ) Морского министерства, занимался съёмкой Онежского озера и Балтийского моря.
- В 1891 году стал помощником начальника ГГУ.
- В 1892 году получил звание генерал-майора за отличную службу.
- В 1898 году Михайлов был произведен в генерал-лейтенанты и возглавил ГГУ, оставаясь на этом посту до 1903 года.
- В 1903—1909 гг. местом службы Михайлова стал Главный военно-морской суд.
- В 1909 году в звании полного генерала по адмиралтейству он был по возрасту уволен в отставку.
- В 1918 году умер в Петрограде.

## Память
«Деятельность его была весьма плодотворной. Он инициировал разработку плана развития сети маяков на Тихом океане, было начато их активное строительство. Велись интенсивные работы по комплексному обследованию Желтого моря и гидрографические работы вдоль арктического побережья России от Енисея до Белого моря. К исследовательским работам начали привлекать военные суда, занимавшиеся охраной морских промыслов, впервые в Балтийском море был применён промер со льда. Коренной технический переворот, упростивший и улучшивший процесс переиздания и многокрасочной печати карт, произошёл в картографо-издательском деле. Михайлов много сделал и в развитии научно-исследовательских работ. При его активной поддержке были организованы русско-шведская экспедиция по „градусному измерению“ на Шпицбергене и знаменитая РПЭ. Михайлов был активным членом Императорского Русского географического общества, почётным членом Петербургской Академии наук, членом совета Русского астрономического общества, членом правления Российского общества спасания на водах.»
Его именем названы:
- Острова у северо-западного побережья о. Вайгач. Названы в 1902 году гидрографической экспедицией Северного Ледовитого океана под руководством А. И. Варнека.
- Полуостров на западном побережье Таймыра. Описан и нанесен на карту в 1931 году участниками экспедиции Комсеверопути на судне «Белуха» под руководством А. К. Бурке и назван по мысу, расположенному на этом полуострове.
- Мыс на западном побережье Таймыра. Назван в 1906 году при составлении карт РПЭ.
- Бухта на полуострове Михайлова в Карском море. Описана и нанесена на карту советскими гидрографами не позднее 1934 года. Названа по полуострову.